# Bachata (taneční styl)

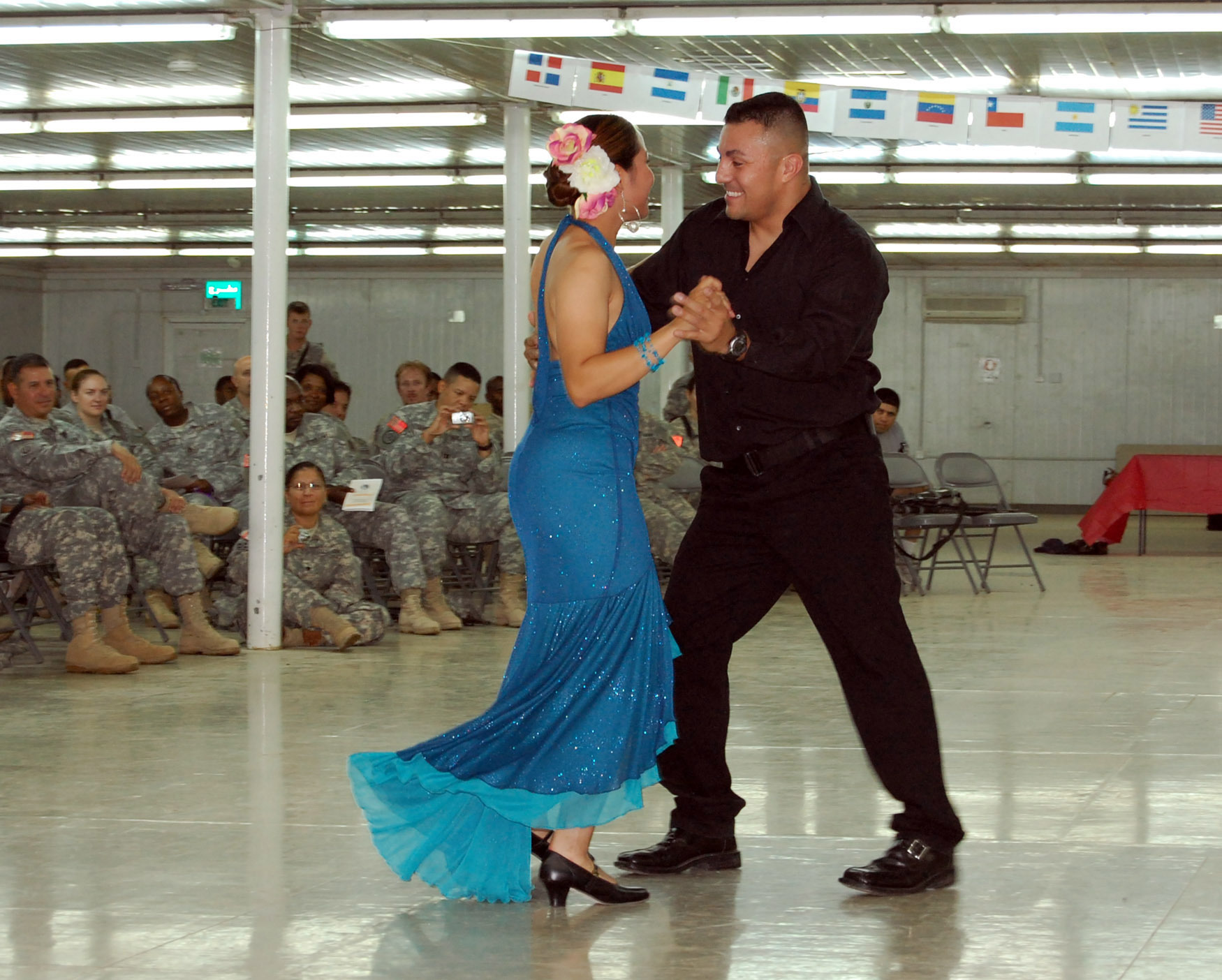
Pár tančící bachatu

Bachata je styl společenského tance pocházející z Dominikánské republiky, jenž se v současnosti rozšířil do celého světa. Je úzce spjat s hudebním žánrem bachata, s nímž sdílí svůj název i kulturní kořeny. Je to párový tanec s jasně vymezenými rolemi „leadera“ a „followera“ (tzv. vedení a následování), který lze tančit v otevřeném, polouzavřeném či uzavřeném držení. Základní krok vychází z osmitaktového pohybu do stran, přičemž umožňuje četné variace a stylové obměny. Charakteristickým prvkem, který bachatu odlišuje například od bolera či sonu, je výrazný pohyb boků na čtvrtou a osmou dobu. Tento pohyb může být u začátečníků proveden jako lehké poklepání či mírné nadzvednutí nohy. V základní krokové sekvenci se tanečník pohybuje první tři doby doleva, začíná levou nohou, a od páté do sedmé doby se pohybuje doprava, tentokrát začíná pravou nohou. Bachata rovněž umožňuje začlenění otáček a pohybů rukou, které jsou převzaty z jiných společenských tanců, jako je salsa či cha-cha.

## Historie
Původní forma tance bachata, často na v západní kultuře označovaná jako „autentická“ či „dominikánská“ bachata, vznikla v Dominikánské republice v 60. letech 20. století jako společenský tanec provozovaný výhradně v uzavřeném postavení, obdobně jako bolero. Tančilo se často v těsném objetí, někdy dokonce s přímým kontaktem břicha na břicho a hrudník na hrudník. Základní krok se tančil v tzv. malém čtverci. Nejprve se jde dvakrát do strany, pak krok dopředu a nakonec klepnutí špičkou. Potom zase dvakrát do strany, krok dozadu a znovu klepnutí. Tento krok byl inspirován bolerem, avšak v průběhu času doznal vývoje – přibyl prvek klepnutí a synkopace (kroky mezi dobami), které umožňují tanečníkům lépe reagovat na dynamičtější hudební doprovod.
Postavení rukou se přizpůsobuje zvolenému tanečnímu stylu, který může kolísat od velmi těsného kontaktu až po zcela otevřenou pozici. Ve druhé polovině 20. století zaznamenala bachata výrazné rozšíření i mimo karibský region. V současnosti se tančí po celém světě a její podoba se neustále vyvíjí. Moderní formy bachaty reagují na rychlejší hudební tempo, zahrnují bohatší práci nohou, jednoduché otočky a volné rytmické improvizace, při nichž se střídá romantické uzavřené držení s otevřeným postavením partnerů. Tanec je charakteristický měkkými pohyby boků a zakončením kroku klepnutím nebo synkopací na čtvrtou dobu každého taktu (schéma 1–2–3–tap). Některé styly zahrnují i jemné pohyby těla vzhůru a dolů (tzv. bouncing), kterých se dosahuje lehkým pružením v kolenou.

## Druhy tanců bachata
Od konce 90. let 20. století vzniklo na Západě několik variant bachaty, které kombinují prvky původní dominikánské verze s pohyby z jiných tanečních stylů, jako je salsa, tango, zouk či jiné společenské tance. Mezi první patřila tzv. „tradiční bachata“ se základním krokem do stran a jemným pohybem boků. Z ní vychází i styl bachatango, jenž do tance vnáší prvky argentinského tanga. Další vývoj vedl k bachata fusion, která kombinuje různé latinskoamerické styly, a sensual bachatě, známé pro vlnivé pohyby těla a kruhovou dynamiku inspirovanou zoukem. Pro soutěžní účely vznikl styl bachaty s výraznou stylizací a zdůrazněným pohybem boků.